# Zespół Jeunego
Zespół Jeunego (ang. Jeune syndrome, asphyxiating thoracic dysplasia, thoracic-pelvic-phalangeal dystrophy) – rzadki, uwarunkowany genetycznie zespół wad wrodzonych z grupy chondrodysplazji, polegający na płodowym zahamowaniu rozwoju ściany klatki piersiowej i hipoplazji płuc dużego stopnia. Zazwyczaj prowadzi do śmierci w okresie noworodkowym. Częstość zespołu szacuje się na 1:100.000-1:130.000. Wyróżnia się także nabyty zespół Jeunego, spowodowany zbyt wcześnie wykonaną operacją klatki piersiowej lejkowatej.

## Epidemiologia
Częstość zespołu Jeunego szacowana jest na 1:100 000-1:130 000.

## Etiologia
Analiza sprzężeń dowiodła związku choroby z locus 15q13, ale analiza dwóch genów kandydackich, gremliny i forminy, w obrębie 1.2 cM DNA tego locus nie wykazała obecności mutacji.

## Objawy i przebieg
- nieprawidłowa budowa żeber
- nieprawidłowa budowa klatki piersiowej
- brachydaktylia
- hipoplazja płuc
- wady miednicy
- krótkie kończyny (mikromelia)
- stożkowate nasady kości długich
- nieprawidłowe przynasady kości długich
- niskorosłość, karłowatość
- niekiedy wodogłowie
- zespół nerczycowy
- polidaktylia palców stóp i dłoni
- zgony w okresie perinatalnym
- wady skóry skalpu.